# Kanton Maintenon
Der Kanton Maintenon war bis 2015 ein französischer Wahlkreis im Arrondissement Chartres, im Département Eure-et-Loir und in der Region Centre-Val de Loire; sein Hauptort war Maintenon. Der Kanton hatte eine Fläche von 205,96 km². Vertreter im Generalrat des Départements war zuletzt von 2004 bis 2015 Michel Deprez (PS).

## Gemeinden
Der Kanton bestand aus 19 Gemeinden mit insgesamt 31.730 Einwohnern (Stand 1. Januar 2012). Am 1. Januar 2012 fusionierten Bleury und Saint-Symphorien-le-Château zu Bleury-Saint-Symphorien.
| Gemeinde                 | Einwohner Jahr | Fläche km² | Bevölkerungsdichte | Code INSEE | Postleitzahl |
| ------------------------ | -------------- | ---------- | ------------------ | ---------- | ------------ |
| Bailleau-Armenonville    | 1422 (2013)    | 17,46      | 81 Einw./km²       | 28023      | 28320        |
| Bleury-Saint-Symphorien  | 1301 (2013)    | 17,24      | 75 Einw./km²       | 28361      | 28700        |
| Bouglainval              | 756 (2013)     | 14,2       | 53 Einw./km²       | 28052      | 28130        |
| Chartainvilliers         | 716 (2013)     | 9,07       | 79 Einw./km²       | 28084      | 28130        |
| Droue-sur-Drouette       | 1260 (2013)    | 5,28       | 239 Einw./km²      | 28135      | 28230        |
| Écrosnes                 | 842 (2013)     | 23,27      | 36 Einw./km²       | 28137      | 28320        |
| Épernon                  | 5497 (2013)    | 6,43       | 855 Einw./km²      | 28140      | 28230        |
| Gallardon                | 3560 (2013)    | 11,27      | 316 Einw./km²      | 28168      | 28320        |
| Gas                      | 769 (2013)     | 11,97      | 64 Einw./km²       | 28172      | 28320        |
| Hanches                  | 2681 (2013)    | 16,04      | 167 Einw./km²      | 28191      | 28130        |
| Houx                     | 807 (2013)     | 6,24       | 129 Einw./km²      | 28195      | 28130        |
| Maintenon                | 4357 (2013)    | 11,44      | 381 Einw./km²      | 28227      | 28130        |
| Mévoisins                | 633 (2013)     | 4,28       | 148 Einw./km²      | 28249      | 28130        |
| Pierres                  | 2837 (2013)    | 10,41      | 273 Einw./km²      | 28298      | 28130        |
| Saint-Martin-de-Nigelles | 1581 (2013)    | 12,31      | 128 Einw./km²      | 28352      | 28130        |
| Saint-Piat               | 1088 (2013)    | 11,29      | 96 Einw./km²       | 28357      | 28130        |
| Soulaires                | 438 (2013)     | 5,87       | 75 Einw./km²       | 28379      | 28130        |
| Yermenonville            | 569 (2013)     | 5,04       | 113 Einw./km²      | 28423      | 28130        |
| Ymeray                   | 625 (2013)     | 6,85       | 91 Einw./km²       | 28425      | 28320        |